# Парс Тугладжи
Парс Тугладжи (на турски: Pars Tuğlacı, с настоящо име: Барсег Тугладжян (на арменски: Բարսեղ Թուղլաճյան) е турски енциклопедист, лексикограф, езиковед и лексикограф, историк и писател от арменски произход.

## Биография
Роден е на 1 април 1933 година в град Истанбул. През 1955 година завършва висшето си образование в Мичиганския университет.
В периода 1971 – 1974 година издава речник в три тома, озаглавен „Okyanus“ (Океан), който е най-големият тълковен речник на турски език.
Умира на 83–годишна възраст в град Истанбул, Турция, на 12 декември 2016 г.

## Съчинения
- Tıp Lugatı: İngilizce – Latince – Türkçe (Истанбул, 1964)
- Büyük Türkçe-İngilizce Sözlük (Истанбул, 1966)
- Büyük Türkçe-Fransızca Sözlük (Истанбул, 1968)
- Türkçede Anlamdaş ve Karşıt Kelimeler Sözlüğü (Истанбул, 1967)
- Osmanlı Saray Kadınları (Истанбул, 1985)